# Welland (přítok Severního moře)
Welland je řeka ve východní Anglii. Je 56 km dlouhá. Po tisíce let byla hlavní vodní cestou přes část Fenin nazývanou "Jižní Holandsko".

## Průběh toku
Pramení u Market Harborough v Leicestershire, pak teče východním směrem přes Ketton, Stamford, The Deepings, Crowland, Cowbit a Spalding a pak do estuáru Wash Severního moře ve Fosdyke Bridge.

### Přítoky
- Eye Brook, Chater, Gwash, Glen, Jordan (přes Little Bowden), Vernatt´s Drain

## Využití
Je to jedna z řek ve Feninách, které byly rozděleny bahnem. Mezi širokými náspy jsou dva kanály postavené se záměrem, aby se zaplavené vody měly prostor rozlít, zatímco příliv u ústí chránil volnou výpusť. Nicméně po záplavách v roce 1947 byla postavena nová díla, např. Korunovační kanál, aby regulovala záplavy ve Spaldingu a z nutnosti už bahna nejsou dále pastvinami, ale mohou se využívat jako orná půda.
Na březích leží úrodná orná půda, většinou tvořená mořskými nánosy, které svědčí pěstování cibulek, jež proslavily Spalding. Nicméně už to není takový symbol Spaldingu jako v minulosti.

## Fauna
Řeka na svém horním toku svědčí populaci volně žijících hnědých pstruhů. Střednímu toku kolem Stamfordu dominuje okoun říční, dolní tok kolem Spaldingu obývají štiky, okouni a candáti.

## Etymologie
Jméno řeky pochází z keltštiny a může znamenat něco jako "dobrá řeka" (ekvivalent k Humberu). Záznam z neuvedeného data nazývá toto místo Weolud. Současné hláskování jména je deformací keltštiny a zdá se, že bylo ovlivněno slovy "well land", poukazující na úrodnou půdu pro pastviny.